# Milorad Dodik
Milorad Dodik (ur. 12 marca 1959 w Laktaši) – polityk serbski Bośni i Hercegowiny. Premier Republiki Serbskiej w latach 1998–2001 i 2006–2010. Przewodniczący Sojuszu Niezależnych Socjaldemokratów. Prezydent Republiki Serbskiej w latach 2010–2018 i  2022–2025. Serbski członek Prezydium Bośni i Hercegowiny w latach 2018–2022.
W latach 1993–1998 był członkiem Klubu Niezależnych Posłów, a następnie Partii Niezależnych Socjaldemokratów (Stranka nezavisnih socijaldemokrata, SNSD), które były jedyną w Republice Serbskiej opozycją polityczną wobec Serbskiej Partii Demokratycznej (Srpska demokratska stranka, SDS).
Początkowo zarówno Dodik, jak i SNSD byli postrzegani jako umiarkowana i reformistyczna alternatywa dla ultranacjonalistycznej Serbskiej Partii Demokratycznej w latach 90. i na początku XXI wieku. Jednak od tego czasu zarówno Dodik, jak i SNSD przyjęli pozycje opowiadające się za serbskim nacjonalizmem i separatyzmem, wspierając prawo bośniackich Serbów do samostanowienia. Jego rządy naznaczone były oskarżeniami o autorytaryzm ze strony krytyków, podważaniem federalnych instytucji bośniackich i bliskimi związkami zarówno z Rosją, jak i Serbią.
Dodik w swoich wypowiedziach wielokrotnie negował i podważał zbrodnie popełnione przez Serbów na Bośniakach, w tym masakrę w Srebrenicy, którą nazwał „wymyślonym mitem”. Zaprzeczał także ludobójstwu w Bośni, chwaląc jednocześnie skazanych zbrodniarzy wojennych, takich jak Ratko Mladić i Radovan Karadžić. W lutym 2022 powiedział, że Bośnia i Hercegowina nie poprze sankcji przeciwko Rosji po uznaniu przez nią tzw. Donieckiej i Ługańskiej Republiki Ludowej, uznawanych przez społeczność międzynarodową za terytorium Ukrainy. W styczniu 2023 odznaczył rosyjskiego prezydenta Władimira Putina Orderem Republiki Serbskiej.

## Życiorys
Dodik urodził się w Banja Luce jako syn Bogoljuba i Miry Dodik. Mieszkał w Laktaši, gdzie uczęszczał do szkoły podstawowej. Tam grał w miejskiej drużynie koszykówki w amatorskiej lidze Jugosławii. W 1978 ukończył średnią szkołę rolniczą w Banja Luce, po czym wstąpił na Wydział Nauk Politycznych Uniwersytetu w Belgradzie, który ukończył w 1983.

## Kariera polityczna
W latach 1986–1990 Dodik był przewodniczącym zarządu rady gminy Laktaši. W 1990 w pierwszych wielopartyjnych wyborach w Bośni i Hercegowinie został wybrany do Zgromadzenia Socjalistycznej Republiki Bośni i Hercegowiny jako kandydat Związku Sił Reformatorskich Jugosławii (Savez reformskih snaga Jugoslavije, SRSJ) i był politycznym uczniem liberalnego reformatora, premiera Jugosławii Ante Markovicia. Podczas wojny w Bośni Dodik był posłem do Zgromadzenia Narodowego Republiki Serbskiej.
W 1993 Dodik utworzył Klub Niezależnych Posłów (Klub nezavisnih poslanika u Narodnoj Skupštini Republike Srpske), który był jedyną opozycją polityczną wobec Serbskiej Partii Demokratycznej (Srpska demokratska stranka, SDS) i jej koalicjantów, którzy w czasie wojny posiadali absolutną większość w parlamencie Republiki Serbskiej. Klub, któremu przewodniczył, stał się trzonem dla utworzenia w 1996 Partii Niezależnych Socjaldemokratów (Stranka nezavisnih socijaldemokrata, SNSD). Miało to miejsce po podpisaniu pokoju na mocy układu w Dayton. Dodik został wybrany na pierwszego prezesa SNSD. Partia ta połączyła się w późniejszych latach z Partią Socjalno-Liberalną, Partią Demokratyczną na rzecz Banja Luki i Krajiny, Nową Partią Robotniczą, a 1 maja 2002 roku z Demokratyczną Partią Socjalistyczną, tworząc Sojusz Niezależnych Socjaldemokratów, którego przewodniczącym został Dodik.

### Premier Republiki Serbskiej (1998–2001)
W lipcu 1997 rozpoczął się trwający pół roku kryzys polityczny w Republice Serbskiej. Osią sporu był konflikt prezydent Biljany Plavšić z jej poprzednikiem Radovanem Karadžiciem i jego Serbską Partią Demokratyczną (SDS). Plavšić założyła nową partię polityczną, Serbski Sojusz Narodowy (Srpski narodni savez, SNS). W 1997 odbyły się przedterminowe wybory w Republice Serbskiej, po których Plavšić i jej SNS ściśle współpracowali z mniejszymi serbskimi partiami socjalistycznymi – Partią Socjalistyczną i SNSD Dodika. Pomimo że obie partie miały po zaledwie dwóch posłów w liczącym 83 miejsca Zgromadzeniu Narodowym to 18 stycznia 1998 Dodik został mianowany premierem Republiki Serbskiej. W wyborach parlamentarnych we wrześniu 1998 SNSD wprowadziło sześciu posłów utrzymując także stanowisko szefa rządu. W czasie swojego premierostwa wezwał do postawienia Karadžicia i Ratko Mladicia przed Międzynarodowym Trybunałem Karnym dla byłej Jugosławii, dzięki czemu zyskał przychylność państw zachodnich dążących do osądzenia zbrodniarzy wojennych.

### Premier Republiki Serbskiej (2006–2010)

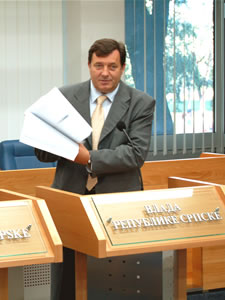
Dodik pokazuje, jak dużo papierkowej roboty udało się zredukować dzięki reformom wspieranym przez USAID, kwiecień 2007

Podczas kampanii przed wyborach powszechnymi w październiku 2006, po uzyskaniu przez Czarnogórę niepodległości w majowym referendum, Dodik powiedział, że Republika Serbska nie wyklucza swojego prawa do zorganizowania referendum w sprawie niepodległości. W wyborach SNSD Dodika zdobyła 46,9% głosów, a SDS 19,5%. Społeczność międzynarodowa postrzegała go jako umiarkowanego demokratycznego przywódcę Republiki Serbskiej. Dodik otrzymywał wsparcie krajów zachodnich, które dążyły do marginalizacji serbskich nacjonalistów. Po tym, gdy 28 listopada 2006 został premierem, Zachód nadal go wspierał kosztem serbskich partii nacjonalistycznych. Kraje zachodnie obiecały, że jeśli Dodik pozostanie premierem, Republika Serbska otrzyma zachodnią pomoc gospodarczą. Wysoki przedstawiciel dla Bośni i Hercegowiny i państwa zachodnie chciały także mieć pewność, że władze zrealizują obietnicę dotyczącą powrotu 70 000 uchodźców chorwackich i bośniackich do Republiki Serbskiej. Komentatorka bośniackiej polityki Tanja Topić określiła drugą kadencję rządów Dodika jako „złoty wiek”, ze względu na dobre relacje Republiki Serbskiej i jej premiera z państwami zachodnimi. Zarówno Unia Europejska, jak i Stany Zjednoczone uznawały przywódcę republiki za polityka umiarkowanego, oferując mu wsparcie polityczne oraz finansowe.
Zgodnie z obietnicą, po zwycięstwie Dodika w wyborach, Republika Serbska otrzymała pomoc finansową z Unii Europejskiej, z której finansowano wynagrodzenia urzędników i policji. W połowie lutego 2007 Dodik udał się do Stanów Zjednoczonych, gdzie został przyjęty przez Madeleine Albright. Opisała go jako „powiew świeżego powietrza” i zadeklarowała natychmiastową pomoc w wysokości 5 mln USD. W tym samym miesiącu Republika Serbska również otrzymała pomoc od rządu brytyjskiego. Brytyjski minister spraw zagranicznych Robin Cook powiedział przed Zgromadzeniem Narodowym Republiki Serbskiej, że rząd Dodika „w ciągu pierwszych dwóch tygodni zrobił więcej dla poprawy życia obywateli niż jego poprzednik przez dwa lata”.
Przez kolejne lata sprawowania władzy Dodik stał się najpotężniejszym serbskim politykiem w Bośni i Hercegowinie, a później Zachód postrzegał go jako „bezwstydnego nacjonalistę i największe zagrożenie dla kruchego, wieloetnicznego pokoju w Bośni i Hercegowinie”. Po objęciu stanowiska premiera Dodik stał się nawet bardziej nacjonalistyczna niż SDS. Podczas reformy policji w Republice Serbskiej Dodikowi udało się stworzyć dla siebie wizerunek nacjonalisty. Równolegle z październikowymi wyborami do władz Republiki Serbskiej odbyło się głosowanie, w którym wybrano władze Federacji Bośni i Hercegowiny. Bośniackim przedstawicielem w Prezydium Bośni i Hercegowiny został Haris Silajdžić, który w czasie wojny w Bośni był premierem i bliskim współpracownikiem Aliji Izetbegovicia. Jako premier Silajdžić określił Republikę Serbską jako podmiot ludobójczy i wezwał do jej zniesienia. Ponadto Silajdžić opowiadał się wówczas za dalszą centralizacją Bośni i Hercegowiny.
5 maja 2008 Dodik i prezydent Serbii Boris Tadić uroczyście otwarli Park Republiki Serbskiej w Belgradzie. 1 czerwca 2008 podczas wizyty w Zagrzebiu Dodik stwierdził, że operacja Burza z sierpnia 1995 była aktem czystki etnicznej dokonanych na Serbach i uznał ją za „największą czystkę etniczną popełnioną po II wojnie światowej”. Prezydent Chorwacji Stjepan Mesić skrytykował Dodika za zachęcanie niezadowolonych Serbów w Chorwacji do zamieszkania w Republice Serbskiej, jednocześnie zaniedbując zaproszenie uchodźców bośniackich i chorwackich do powrotu. Ivo Banac, przewodniczący Chorwackiego Komitetu Helsińskiego, stwierdził, że Chorwacja wówczas się broniła, a wypowiedzi Dodika określił jako prowokację.
12 grudnia 2008 Dodik stwierdził, że sędziowie muzułmańscy nie powinni mieć możliwości przewodniczenia sprawom w Republice Serbskiej. Wyjaśnił, że muzułmańskich sędziowie odrzucają skargi ludności serbskiej „tylko dlatego, że są oni muzułmanami, Bośniakami i mają negatywną orientację w stosunku do Republiki Serbskiej”. Działanie te zostały określone przez premiera mianem spisku. Komentarze Dodika zostały potępione jako „skrajnie szowinistyczne” przez instytucje międzynarodowe, Ambasadę Stanów Zjednoczonych w Sarajewie i innych urzędników.
9 września 2009 Milorad Dodik razem z Borisem Tadiciem, prezydentem Serbii, otworzył w Pale szkołę o nazwie „Serbia”. Wizyta Tadicia nie była konsultowana z boszniackimi i chorwackimi członkami trójstronnej prezydencji Bośni i Hercegowiny. 27 października 2009 Dodik dostarczył rządowy odrzutowiec, aby odebrać Biljanę Plavšić, byłą prezydent Republiki Serbskiej skazaną za zbrodnie wojenne, i powitał ją w Belgradzie po jej wcześniejszym zwolnieniu ze szwedzkiego więzienia. Określił, że ma do tego „powody czysto moralne”. Željko Komšić, chorwacki członek prezydencji bośniackiej, w ramach protestu odwołał planowaną wizytę w Szwecji.
W listopadzie 2009 Dodik odmówił przekazania żądanych dokumentów szczegółowo opisujących finansowanie kompleksu budynków rządowych w Banja Luce o wartości 110 mln euro oraz budowę autostrady międzynarodowym prokuratorom Trybunału Bośni i Hercegowiny. Stwierdził, że sąd nie ma jurysdykcji nad Republiką Serbską i złożył pozew przeciwko zastępcy wysokiego przedstawiciela Raffiemu Gregorianowi i prokuratorom międzynarodowym. Dodik oskarżył Gregoriana o kierowanie spiskiem przeciwko Republice Serbskiej i stwierdził, że wśród prokuratorów i sędziów na szczeblu centralnym istnieją uprzedzenia wobec Serbów.
10 listopada 2009 Dodik ujawnił, że rozważa powierzenie Biljanie Plavšić mandatu w Senacie. Plavšić jako była prezydent miałaby uzyskać możliwość korzystania z pewnych przywilejów, takich jak biuro, wynagrodzenie pieniężne, doradca, sekretarz czy samochód służbowy. Mladen Bosić, przywódca opozycyjnej Serbskiej Partii Demokratycznej, skrytykował Dodika za przedstawioną propozycję.
19 stycznia 2010 prezydent Chorwacji Stjepan Mesić oświadczył, że gdyby Dodik ogłosił referendum w sprawie niepodległości Republiki Serbskiej, chorwackie wojsko dokonałoby interwencji w sąsiednim kraju.

### Prezydent Republiki Serbskiej (2010–2018)

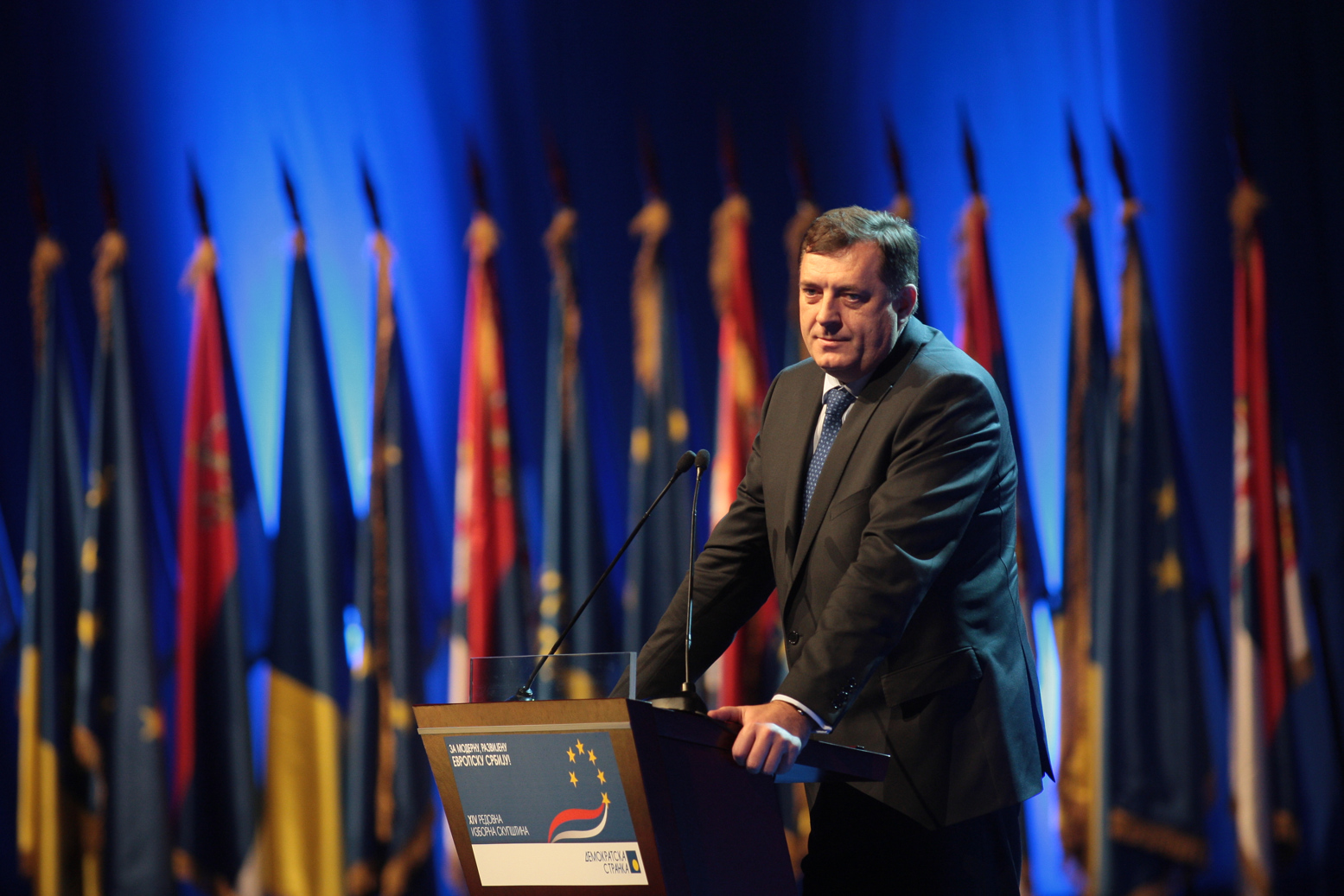
Przemówienie Dodika, 2010

3 października 2010 Dodik zwyciężył w wyborach prezydenckich zdobywając 50,52% głosów w pierwszej turze.
30 listopada 2010 depesze dyplomatyczne Stanów Zjednoczonych, które wyciekły poprzez serwis WikiLeaks, ujawniły, że Dodik popiera plan Ahtisaariego dotyczący niepodległości Kosowa. Depesza została wysłana przez urzędnika Departamentu Stanu Stanów Zjednoczonych Daniela Frieda w maju 2007 i zacytowała stwierdzenie Dodika, że „uznanie Kosowa nastąpi po podjęciu takiej decyzji (o przyjęciu planu) przez Radę Bezpieczeństwa ONZ”. Dodik zaprzeczył oskarżeniom i stwierdził, że Daniel Fried był kłamcą i awanturnikiem.
W maju 2011 Dodik zapowiedział zorganizowanie w czerwcu referendum, które jego zdaniem miałoby odzwierciedlać odrzucenie bośniackich instytucji państwowych, w tym sądu ds. zbrodni wojennych. Wysoki przedstawiciel dla Bośni i Hercegowiny Valentin Inzko ostrzegł, że referendum może potencjalnie zagrozić układowi w Dayton. Jednak wkrótce po wzroście napięcia w związku z proponowanym referendum Republika Serbska podjęła decyzję o jego unieważnieniu po tym, jak Catherine Ashton, Wysoka przedstawiciel Unii do spraw zagranicznych i polityki bezpieczeństwa, zapewniła Dodika w Banja Luce, że Unia Europejska zbada skargi Republiki Serbskiej dotyczące nadużyć w systemie wymiaru sprawiedliwości Bośni i Hercegowiny oraz zaleci wprowadzenie zmian.
25 października 2011 Dodik przemawiał na Uniwersytecie Columbia na wydarzeniu pod hasłem „Historia sukcesu amerykańskiej polityki zagranicznej: układ z Dayton, Republika Serbska i integracja europejska Bośni”. Udział prezydenta Republiki Serbskiej dążącego do wewnętrznego osłabienia organizacji bośniackich spotkał się z protestem wielu organizacji, w tym Congress of North American Bosniaks, Canadian Institute for the Research of Genocide oraz International Center for Transitional Justice. Do protestów doszło także w trakcie przemówienia.
W październiku 2012 Dodik zaproponował rozwiązanie zjednoczonych sił zbrojnych Bośni i Hercegowiny. 3 listopada 2012 Dodik ogłosił, że rząd Republiki Serbskiej przekaże nieujawnioną kwotę na pomoc w opłaceniu renowacji starej rezydencji serbskiego prawosławnego patriarchy Irineusza w Belgradzie. Irineusz skomentował, że „to świetna okazja, aby pokazać w sposób praktyczny jedność narodu serbskiego i serbskiego Kościoła poza naszymi granicami”. Część serbskich komentatorów, w tym blogerów, wyraziła „niezgodę ze stanowiskami obydwu przywódców w czasie poważnego kryzysu gospodarczego i trwających trudności”.
13 listopada 2012 wysoki przedstawiciel Valentin Inzko w raporcie dla Rady Bezpieczeństwa ONZ wymienił Dodika jako „najczęstszego, choć z pewnością nie jedynego zwolennika rozwiązania państwa (bośniackiego)”. Dodał, że „najnowszą i niepokojącą z nich jest inicjatywa wysłana przez prezydenta do Zgromadzenia Narodowego Republiki Serbskiej, mająca na celu stworzenie warunków, które jednostronnie wymusiłyby rozwiązanie Sił Zbrojnych Bośni i Hercegowiny”. Witalij Czurkin, przedstawiciel Rosji przy ONZ, bronił Dodika i za napięcie oskarżył Boszniaków.
W listopadzie 2012 niemiecka prokuratura badał udział Dodika i jego syna w sprawie korupcyjnej z udziałem austriackiego Hypo Alpe-Adria Bank International. Dochodzenie dotyczyło kilku przestępstw, w tym „fałszowania dokumentów, fałszowania raportów finansowych i biznesowych oraz oszustw”. Początkowo wymiar sprawiedliwości Bośni i Hercegowiny po złożeniu skargi rozpoczął badanie sprawy, ale wskutek nacisków politycznych na sądownictwo i policję w Republice Serbskiej działania zostały zaniechane. Według chorwackiego dziennikarza Domagoja Margeticia, Dodik przekupił go i groził mu, aby nie wiązać go z historią afery Hypo Alpe Adria Bank. 26 listopada 2012 wysoki przedstawiciel dla Bośni i Hercegowiny Valentin Inzko potwierdził, że w Niemczech i Austrii nie toczyło się żadne dochodzenie przeciwko prezydentowi Republiki Serbskiej Miloradowi Dodikowi i jego rodzinie.
1 stycznia 2017 Biuro Kontroli Aktywów Zagranicznych Stanów Zjednoczonych (OFAC) nałożyło sankcje na Dodika zgodnie z rozporządzeniem wykonawczym nr 13304 oraz ze względu na jego rolę w przeciwstawianiu się Trybunałowi Konstytucyjnemu Bośni i Hercegowiny. John E. Smith pełniący obowiązki dyrektora OFAC określił, że działania prezydenta „stwarzają poważne zagrożenie dla suwerenności i integralności terytorialnej Bośni i Hercegowiny”. Sankcje wprowadzone przez biuro zakazały osobom fizycznym i przedsiębiorstwom z USA prowadzenia transakcji biznesowych z Miloradem Dodikiem.

### Członek Prezydium Bośni i Hercegowiny (2018–2022)

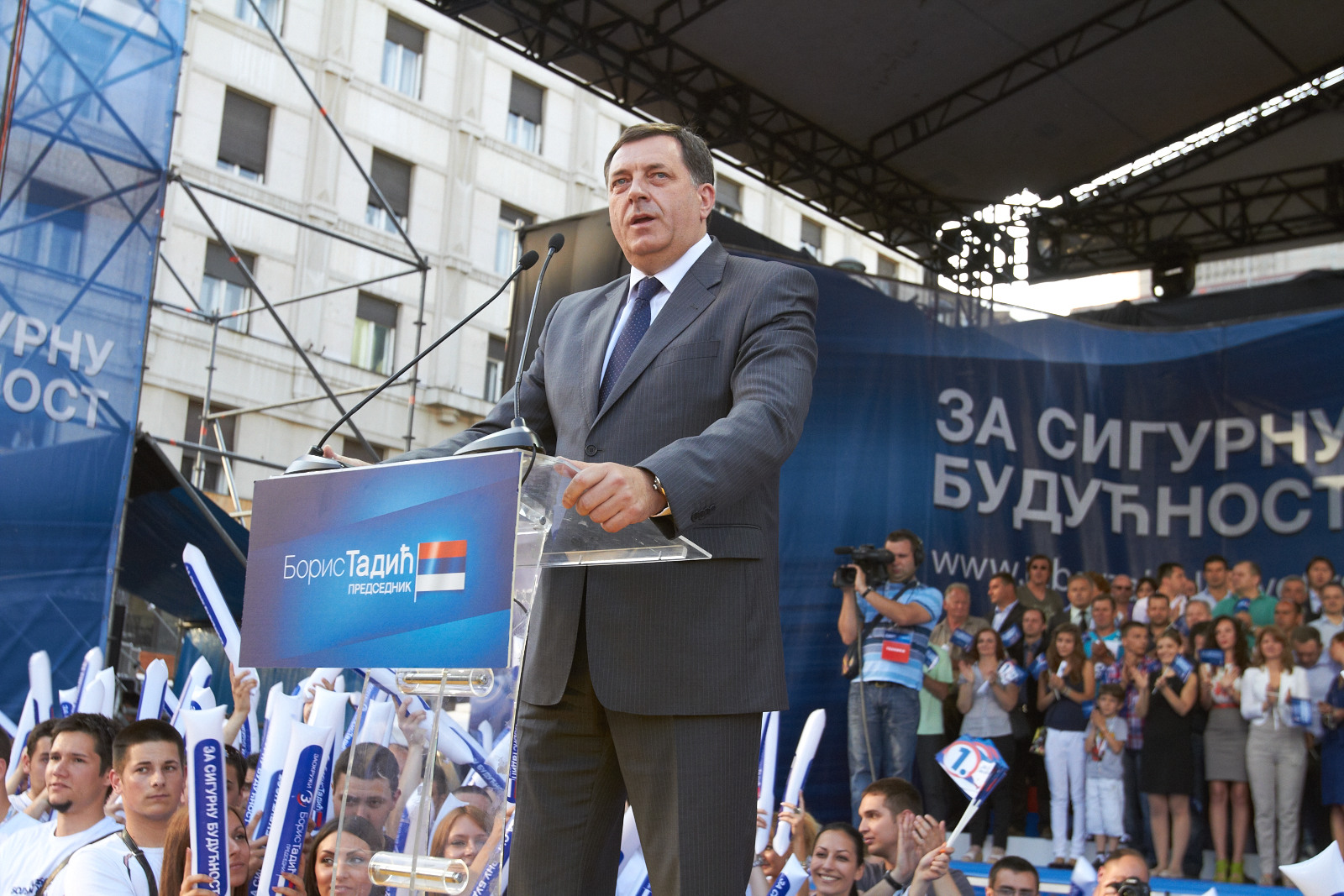
Dodik przemawia na konwencji rządzącej wówczas Partii Demokratycznej w Belgradzie, 2 maja 2012

26 grudnia 2017 Dodik ogłosił swoją kandydaturę w wyborach generalnych w Bośni i Hercegowinie, kandydując na członka Prezydium Bośni i Hercegowiny, będącego organem kolegalniej głowy państwa składającego się z przedstawicieli Boszniaków, Chorwatów i Serbów.
W wyborach generalnych, które odbyły się 7 października 2018, Dodik został wybrany na członka prezydium, uzyskując 53,88% głosów w Republice Serbskiej. Dotychczas urzędujący członek prezydium reprezentujący Serbów bośniackich Mladen Ivanić był drugi z wynikiem 42,74%.

#### Polityka wewnętrzna

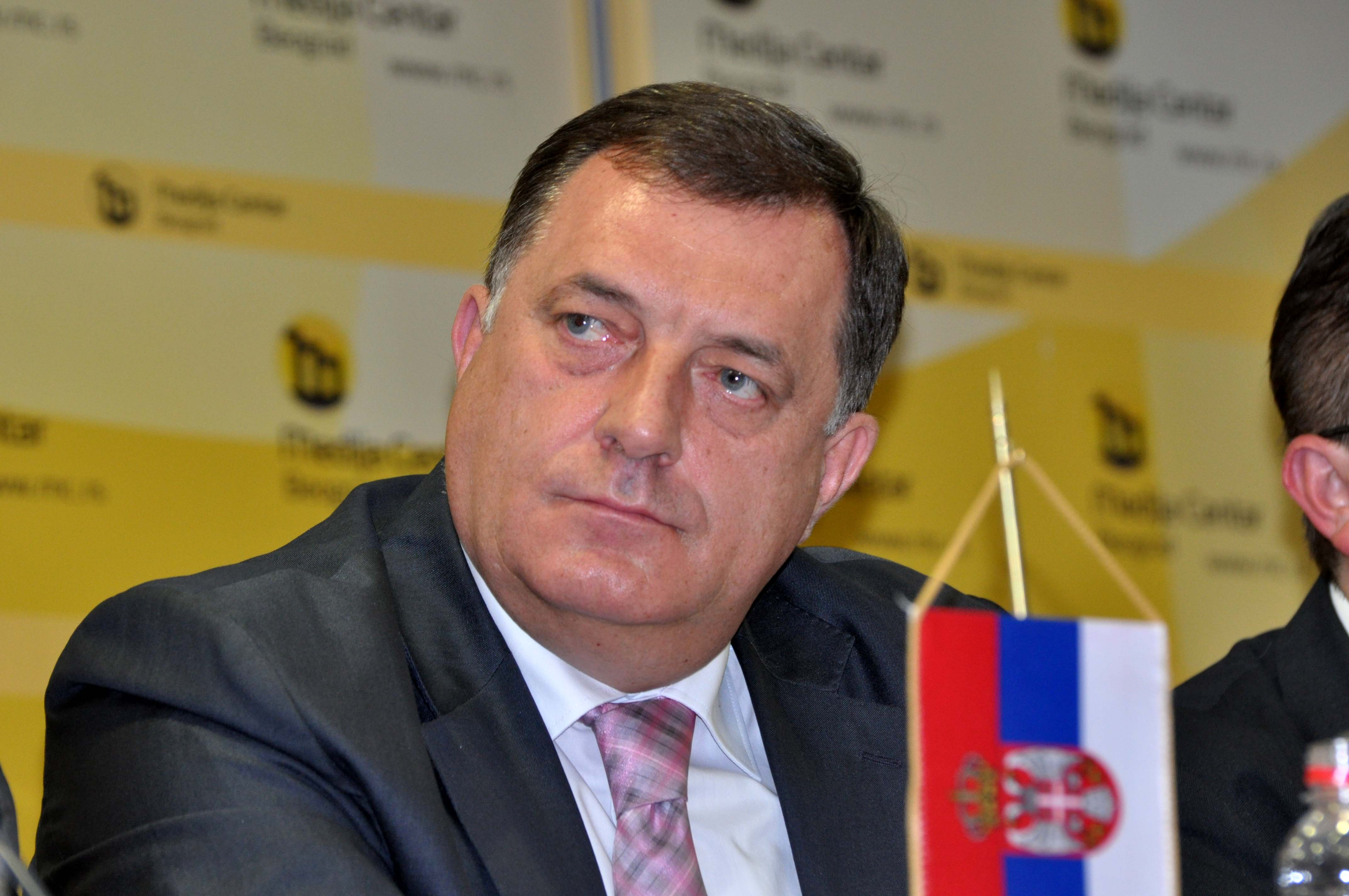
Dodik w 2016

Zaprzysiężenie członków nastąpiło 20 listopada. W pierwszym miesiącu nowej kadencji doszło do konfrontacji Dodika z nowo wybranym boszniackim członkiem prezydium Šefikem Džaferoviciem. Dodik oświadczył, że nie będzie obecny na pierwszej sesji prezydium pod nowym przywództwem do czasu pojawienia się flagi Republiki Serbskiej w biurze instytucji. Ostatecznie ustąpił, zgadzając się na odbycie sesji wyłącznie z flagą Bośni i Hercegowiny.
W marcu 2019 Dodik mianował na swojego doradcę uznanego reżysera Emira Kusturicę.
28 stycznia 2021 Centralna Komisja Wyborcza Bośni i Hercegowiny złożyła doniesienie na Dodika do Prokuratury Bośni i Hercegowiny za szerzenie nienawiści narodowej. W dokumencie napisano, że słownie obraził członkinię Centralnej Komisji Wyborczej Vanję Bjelicę-Prutinę za decyzję o powtórzeniu wyborów samorządowych w Bośni i Hercegowinie w 2020 w miastach Doboj i Srebrenica, gdzie zwyciężyła partia Dodika, z powodu nieprawidłowości wyborczych.
22 maja 2021 Džaferović i członek prezydencji chorwackiej Željko Komšić wzięli udział w ćwiczeniach wojskowych pomiędzy United States Army a siłami zbrojnymi Bośni i Hercegowiny na górze Manjača, podczas gdy Dodik odmówił udziału w wydarzeniu.
5 stycznia 2022 Biuro Kontroli Aktywów Zagranicznych Stanów Zjednoczonych nałożyło sankcje na Dodika na mocy dekretu wykonawczego nr 14033 („Blokowanie mienia i zawieszanie wjazdu do Stanów Zjednoczonych niektórych osób przyczyniających się do destabilizującej sytuacji na Bałkanach Zachodnich”). Ogłaszając to, podsekretarz skarbu ds. terroryzmu i wywiadu finansowego Brian E. Nelson powiedział, że „destabilizująca działalność korupcyjna Milorada Dodika i próby rozmontowania porozumień pokojowych z Dayton, motywowane jego własnym interesem, zagrażają stabilności Bośni i Hercegowiny Hercegowina i całego regionu”. 11 kwietnia 2022 roku Dodik i Željka Cvijanović, prezydent Republiki Serbskiej, zostali objęci przez Wielką Brytanię sankcjami za próbę podważenia legitymacji Bośni i Hercegowiny, a brytyjska minister spraw zagranicznych Liz Truss stwierdziła, że Dodik i Cvijanović „celowo podważają trudno osiągnięty pokój w Bośni i Hercegowinie”. Zdaniem brytyjskiej minister bośniaccy politycy zostali zachęceni do działania przez rosyjską inwazję na Ukrainę rozpoczętą 24 lutego 2022.
16 listopada 2022 następcą Dodika na stanowisku serbskiego członka prezydium została dotychczasowa prezydent Republiki Serbskiej Željka Cvijanović.

##### Pandemia COVID-19
W marcu 2020 w Bośni i Hercegowinie rozpoczęła się pandemia COVID-19. Wówczas prezydium ogłosiło, że siły zbrojne rozmieszczą na granicach kraju namioty przeznaczone dla kwarantanny powracających do domu obywateli bośniackich. Każdy obywatel przybywający do kraju był zobowiązany do odbycia 14-dniowej kwarantanny licząc od dnia przyjazdu.
21 grudnia 2020 Dodik został przyjęty do szpitala z powodu obustronnego zapalenia płuc. Jednak dzień później, 22 grudnia, potwierdzono, że uzyskał pozytywny wynik testu na obecność COVID-19. Dodik wyzdrowiał do 28 grudnia.
2 marca 2021 prezydent Serbii Aleksandar Vučić przybył do Sarajewa, spotkał się z Dodikiem i innymi członkami prezydencji, Džaferoviciem i Komšiciem, a następnie przekazał 10 000 dawek szczepionek AstraZeneca. Trzy dni później, 5 marca, do Sarajewa przybył także prezydent Słowenii Borut Pahor, który spotkał się z Dodikiem, Džaferoviciem i Komšićem i oświadczył, że Słowenia również przekaże 4800 szczepionek AstraZeneca przeciwko COVID-19. 21 kwietnia 2021 Dodik przyjął pierwszą dawkę rosyjskiej szczepionki przeciwko COVID-19 Sputnik V.

##### Zmiana na stanowisku wysokiego przedstawiciela

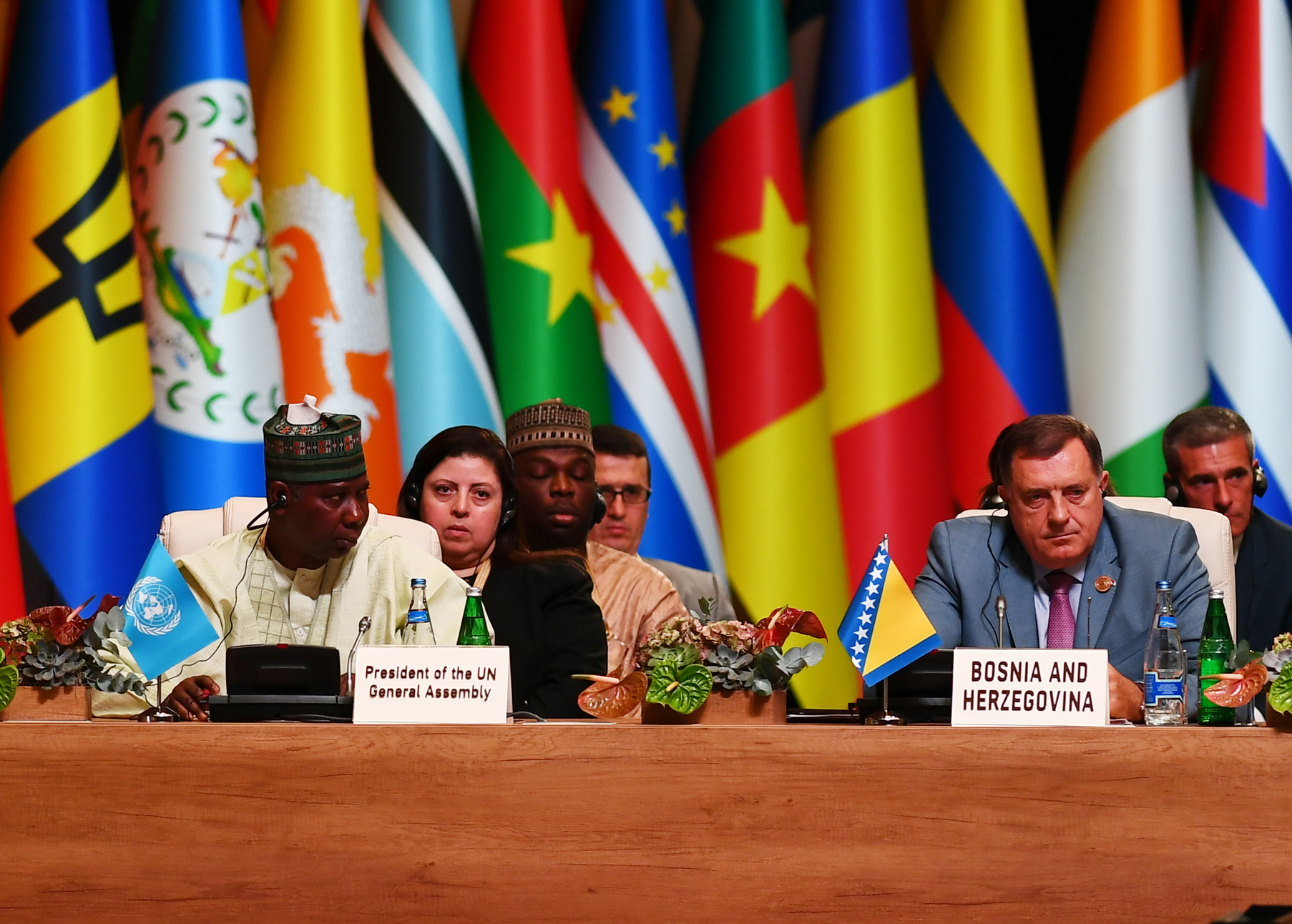
Dodik na 18. Szczycie Ruchu Państw Niezaangażowanych w Baku, 25 października 2019

27 maja 2021 Valentin Inzko złożył rezygnację ze stanowiska wysokiego przedstawiciela dla Bośni i Hercegowiny, które pełnił od 2009. Jego następcą od 1 sierpnia 2021 miał zostać niemiecki polityk Christian Schmidt. Spotkało się to z dezaprobatą Dodika, który stwierdził, że „nie akceptuje Schmidta” i oskarżył społeczność międzynarodową o blef. Kilka dni później Dodik powiedział, że „Schmidt nie będzie miał legitymacji dla Republiki Serbskiej chyba że zostanie zatwierdzony przez Radę Bezpieczeństwa Organizacji Narodów Zjednoczonych”, dodając, że Republika Serbska „przyjmie Schmidta tylko jako turystę, jeśli nie zostanie on zatwierdzony przez Radę Bezpieczeństwa”.
29 czerwca bośniacka minister spraw zagranicznych Bisera Turković odbyła ostrą rozmowę dyplomatyczną z ambasadorem Rosji przy ONZ Wasilijem Niebenzją na posiedzeniu Rady Bezpieczeństwa ONZ w Nowym Jorku. Tematem spotkania była sytuacja polityczna w Bośni i Hercegowinie, ze szczególnym uwzględnieniem Biura Wysokiego Przedstawiciela i dyskusji czy nadszedł czas na jego zamknięcie, po utworzeniu urzędu jako formy stabilizacji po wojnie w Bośni w 1995. Jej wystąpienie w Radzie Bezpieczeństwa zostało ostro skrytykowane przez Dodika. Kilka dni wcześniej Dodik bezskutecznie próbował przeszkodzić Turković w Radzie Bezpieczeństwa, pisząc nawet list do ministra spraw zagranicznych Rosji Siergieja Ławrowa, prosząc go o pomoc.
23 lipca, w ciągu ostatnich dziesięciu dni swojej kadencji wysokiego przedstawiciela, Valentin Inzko nieoczekiwanie nałożył zmiany w prawie zakazującym zaprzeczania ludobójstwu w Bośni i Hercegowinie. Spotkało się to z oburzeniem polityków bośniackich Serbów, zwłaszcza Dodika, który stwierdził, że „my [Republika Serbska] jesteśmy zmuszeni do rozwiązania [Bośni i Hercegowiny]” i wielokrotnie powtarzał, że „ludobójstwo nie miało miejsca”. W odpowiedzi na narzucone przez Inzko prawo większość serbskich przedstawicieli w instytucjach krajowych, na czele z Dodikiem, zdecydowała się je odrzucić, a także zdecydowała się nie uczestniczyć w pracach bośniackich instytucji krajowych do odwołania, tworząc nowy kryzys polityczny w kraju.
Po posiedzeniu Rady Bezpieczeństwa ONZ 4 listopada Dodik zapowiedział pozwanie nowego wysokiego przedstawiciela Christiana Schmidta i określił to posiedzenie jako „zwycięstwo Republiki Serbskiej” i dowód, że „Christian Schmidt jest Wysokim Przedstawicielem tylko w jego umyśle”, mimo że wszyscy członkowie Rady Bezpieczeństwa ONZ, z wyjątkiem Rosji, wyrazili swoje poparcie dla Schmidta i jego uprawnień jako Wysokiego Przedstawiciela. 26 stycznia 2022, po spotkaniu w sprawie reformy konstytucyjnej w Sarajewie, Dodik oświadczył, że on i jego partia „byliby skłonni uczestniczyć w pracach instytucji krajowych, gdyby w parlamencie przyjęto ustawę zabraniającą nazywania części składowych kraju odpowiedzialnymi za ludobójstwo”.

##### Incydent ze śmigłowcami
W sierpniu 2021 Komšić i Džaferović z pominięciem Dodika, poinstruowali Ministerstwo Bezpieczeństwa, aby było gotowe do ugaszenia pożarów w Hercegowinie, które powstały kilka dni wcześniej. Nastąpiło to po tym, jak Dodik, jako trzeci członek prezydium odmówił wyrażenia zgody przez bośniackie siły zbrojne na użycie helikopterów wojskowych do pomocy w gaszeniu pożarów, ponieważ do celów wojskowych wymagana jest zgoda wszystkich trzech członków prezydium użycie helikopterów sił zbrojnych. Jego działania spotkały się z oburzeniem bośniackich polityków i mediów, a Damir Šabanović, burmistrz Jablanicy, miasta zagrożonego pożarami, wniósł oskarżenie przeciwko Dodikowi za „brak reakcji lub odmowę reakcji oraz popełnienie przestępstwa poprzez wykorzystanie oficjalnego stanowiska i niedopełnienia obowiązków służbowych”.
19 sierpnia Dodik usprawiedliwił swoje zachowanie stwierdzeniem: „Śmigłowce mają 40–50 lat. Ludzie nimi latający mają odwagę. Oczywiście nie jest to jedyny powód, dla którego nie uczestniczyłem w obradach Prezydencji. Powód ten jest powszechnie znany i taki pozostanie.” Jednak 23 sierpnia bośniacki minister obrony Sifet Podžić zareagował na oświadczenie Dodika, mówiąc, że „z helikopterami jest wszystko w porządku, a jedyny powód, dla którego nie pomogły w gaszeniu pożarów to Dodik”.

##### Cofnięcie jurysdykcji narodowej
W następstwie ustawy leśnej uchwalonej przez rząd Republiki Serbskiej, Trybunał Konstytucyjny Bośni i Hercegowiny orzekł 23 września 2021, że postanowienie ustawy, zgodnie z którym lasy są własnością Republiki Serbskiej, jest niezgodne z bośniacką konstytucją. Dodik skrytykował tę decyzję, stwierdzając, że „w Republice Serbskiej wszystko, co nie mieści się w konstytucji i Dayton, powinno zostać unieważnione”.
27 września Dodik ogłosił, że Republika Serbska wycofa zgody, których udzieliła umowom w sprawie utworzenia Sił Zbrojnych Bośni i Hercegowiny oraz Wysokiej Rady Sądowniczej i Prokuratorskiej Bośni i Hercegowiny. Później powiedział, że bez względu na wszystko nic nie zostanie zrobione „poza konstytucją”. Przewodniczący Serbskiej Partii Demokratycznej (SDS), głównej partii opozycyjnej w Republice Serbskiej, Mirko Šarović, Mimo poparcia dla opinii Dodika ws. prawa zakazującego negowania ludobójstwa, nie poparł wycofania jurysdykcji Sił Zbrojnych i innych instytucji narodowych, stwierdzając: „Z powodu lekkomyślnych inicjatyw Dodika Republika Serbska stanie się celem, nie mamy żadnej korzyści z tych decyzji”.
20 października Zgromadzenie Narodowe Republiki Serbskiej niewielką większością głosów opowiedziało się za utworzeniem Agencji Leków, wycofując tym samym swoje poparcie dla narodowej Bośniackiej Agencji Leków. Opozycja, w tym SDS i Partia Demokratycznego Postępu, nie wzięła udziału w głosowaniu na znak protestu przeciwko Dodikowi i jego działaniom.
8 listopada Dodik ogłosił dalsze wycofanie się z Sił Zbrojnych Bośni i Hercegowiny, stwierdzając: „Nie pozwolimy, aby Siły Zbrojne stały się armią muzułmańską” i mówiąc, że „dobrze jest, aby Bośnia i Hercegowina została zdemilitaryzowana, to była nasza wcześniejsza propozycja”. Po działaniach Dodika brytyjska Izba Gmin zorganizowała debatę na temat sytuacji w Bośni i Hercegowinie, podczas której padły poważne oskarżenia pod adresem działalności Dodika, jak i Serbii i Rosji jako krajów, które popierają jego działania.
10 grudnia Zgromadzenie Narodowe Republiki Serbskiej przyjęło zestaw ustaw, w tym te dotyczące Sił Zbrojnych, torując drogę do wycofania jurysdykcji ze szczebla narodowego na poziom podmiotów w ramach Bośni i Hercegowiny. Po raz kolejny, w ramach protestu, opozycja nie wzięła udziału w głosowaniu i odmówiła poparcia wniosków, stwierdzając, że jest „to farsa i zwykła kampania wyborcza”.

#### Polityka zagraniczna

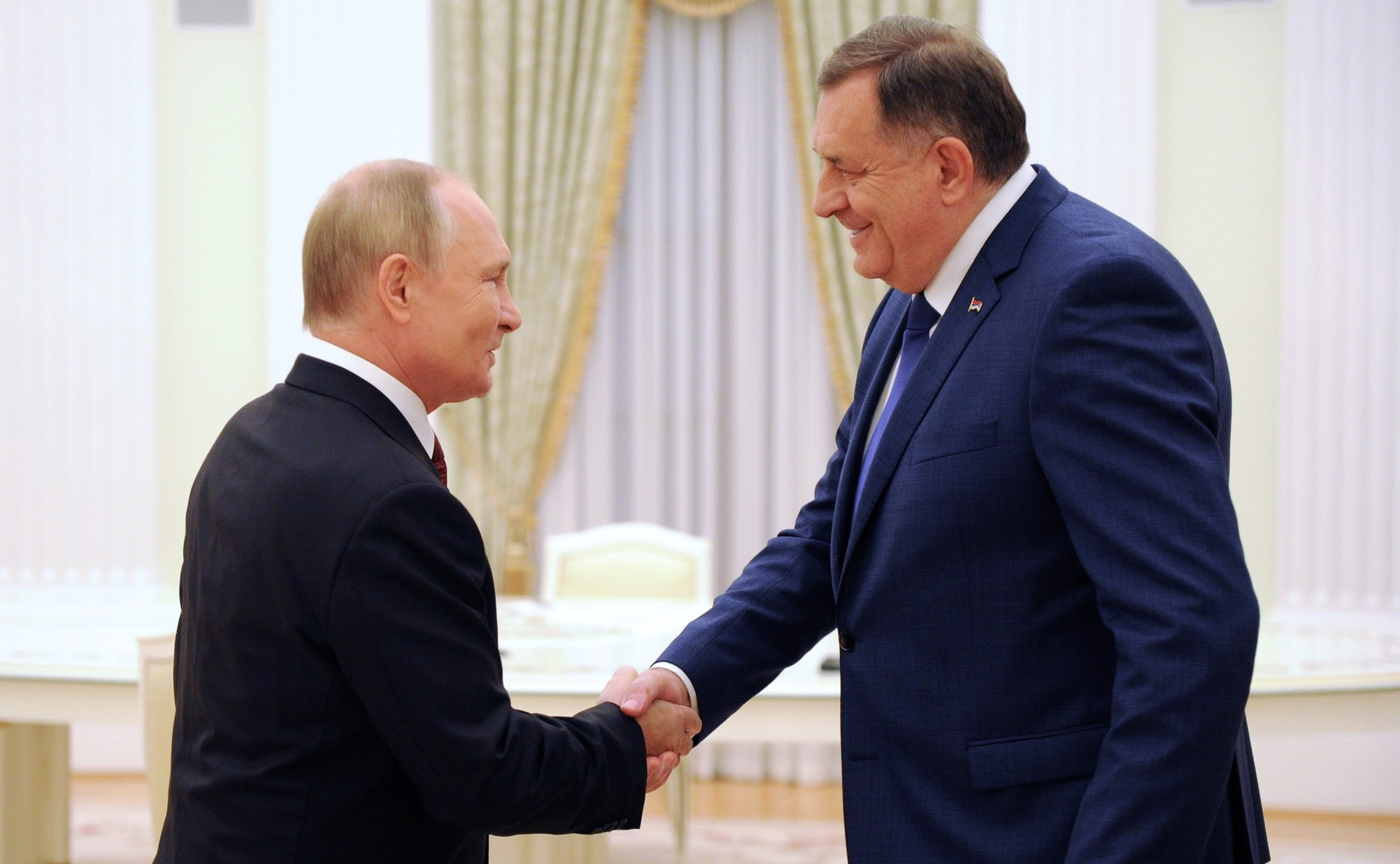
Dodik na spotkaniu z prezydentem Rosji Władimirem Putinem w Moskwie, 20 września 2022

W maju 2021, w trakcie eskalacji konfliktu izraelsko-palestyńskiego, premier Izraela Binjamin Netanjahu podziękował Dodikowi za wyrażenie poparcia dla Izraela, w przeciwieństwie do jego odpowiedników z prezydencji BiH, którzy wyrazili swoje poparcie dla Palestyny.
W czerwcu 2021 Dodik podpisał Deklarację SEECP w Antalyi w Turcji, która między innymi obejmuje rozmowy o integracji z NATO.
6 listopada 2021 spotkał się z premierem Węgier Viktorem Orbánem w Banja Luce, dziękując mu „za zrozumienie, jakie Węgry mają dla Republiki Serbskiej”. Orbán powiedział, że „Republika Serbska jest kluczem do pokoju na Bałkanach” i że Węgry „rozszerzą swój program gospodarczy o Republikę Serbską”.
2 grudnia 2021 Dodik spotkał się w Moskwie z prezydentem Rosji Władimirem Putinem, gdzie stwierdził, że „[Putin] zna szczegóły sytuacji w Bośni i Hercegowinie”. Po uznaniu przez Rosję 21 lutego 2022 tzw. Donieckiej Republiki Ludowej i Ługańskiej Republiki Ludowej, uznanych przez społeczność międzynarodową za terytorium Ukrainy, Dodik powiedział, że Republika Serbska będzie dążyć do neutralności na szczeblu krajowym w kwestii Ukrainy. 24 lutego Putin nakazał przeprowadzenie szeroko zakrojonej inwazji na Ukrainę, co oznaczało dramatyczną eskalację wojny rosyjsko-ukraińskiej, która rozpoczęła się w 2014. W odniesieniu do inwazji Dodik powiedział, że Bośnia i Hercegowina jest neutralna, stwierdzając poprzedniego dnia, że „wydarzenia pokazały, że Bośnia i Hercegowina podjęła dobrą decyzję, nie przystępując do NATO, i że kraj ten nie poprze sankcji [przeciwko Rosji]”.

##### Stosunki z Unią Europejską

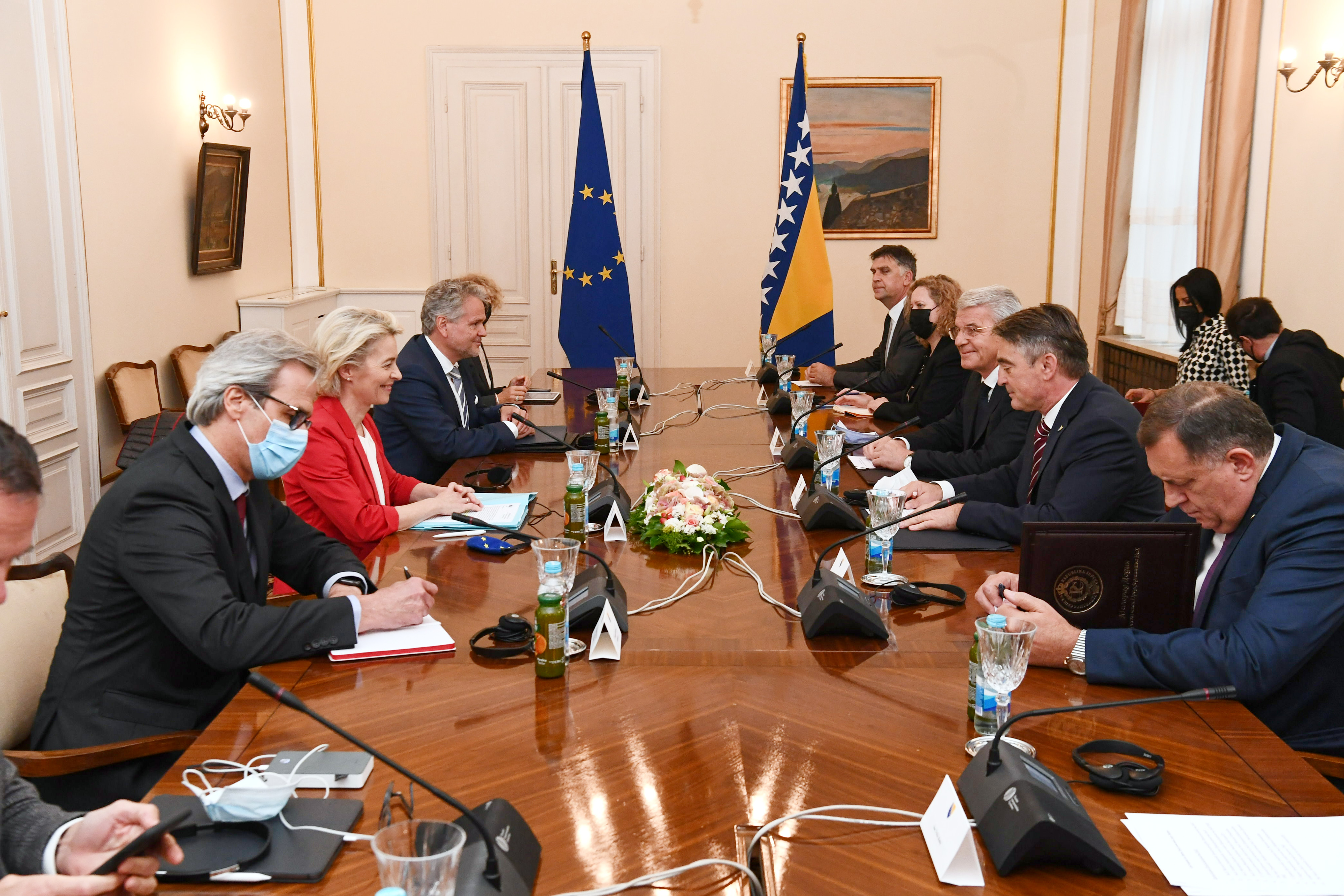
Dodik na spotkaniu z przewodniczącą Komisji Europejskiej Ursulą von der Leyen, 30 września 2021

Dodik początkowo będąc wielkim zwolennikiem i entuzjastą Unii Europejskiej, stopniowo stał się o wiele bardziej eurosceptyczny i krytyczny wobec UE.
We wrześniu 2020 Dodik i pozostali członkowie prezydencji stwierdzili, że status kandydata do UE dla Bośni i Hercegowiny jest możliwy w 2021, jeśli kraj „wdroży udane reformy”.
We wrześniu 2021 Dodik udał się do Budapesztu na Węgrzech, aby wziąć udział w Szczycie Demograficznym. Tam 22 września spotkał się z premierem Słowenii Janezem Janšą. Następnego dnia Dodik wygłosił przemówienie na szczycie, w którym skrytykował Unię Europejską, społeczność LGBT i sposób radzenia sobie z kryzysem migracyjnym w Europie. Oprócz Dodika i Janšy w szczycie wzięli udział również premier Węgier Viktor Orbán, prezydent Serbii Aleksandar Vučić, premier Czech Andrej Babiš, premier Polski Mateusz Morawiecki i były wiceprezydent USA Mike Pence, a także kandydat na prezydenta Francji w wyborach w 2022 Éric Zemmour.
30 września Dodik, Džaferović i Komšić spotkali się z przewodniczącą Komisji Europejskiej Ursulą von der Leyen w budynku Prezydium w Sarajewie. Było to częścią wizyty von der Leyen w Bośni i Hercegowinie, ponieważ kilka godzin wcześniej otworzyła ona przejście graniczne Svilaj i most nad pobliską rzeką Sawą, przez którą przebiega ważna na arenie międzynarodowej trasa paneuropejskiego korytarza transportowego E73.
W wywiadzie dla największego niemieckiego portalu informacyjnego „Der Spiegel”, udzielonym w październiku 2021, Dodik powiedział między innymi, że „Bałkany Zachodnie nigdy nie były dalej od członkostwa w Unii Europejskiej niż są obecnie”, kontynuując tym samym wyrażanie swoich eurosceptycznych poglądów. W grudniu 2021 niemiecka minister spraw zagranicznych Annalena Baerbock zaproponowała „opartą na wartościach” politykę zagraniczną we współpracy z innymi europejskimi demokracjami i partnerami z NATO, a także wezwała UE do wdrożenia sankcji wobec Dodika. 20 maja 2022 Dodik spotkał się w Sarajewie z przewodniczącym Rady Europejskiej Charlesem Michelem, z którym rozmawiał o przystąpieniu Bośni i Hercegowiny do UE.

##### Stosunki z Turcją
16 marca 2021 Dodik, Džaferović i Komšić udali się z wizytą państwową do Turcji, aby spotkać się z prezydentem Recepem Tayyipem Erdoğanem. Podczas pobytu Erdoğan obiecał przekazać Bośni i Hercegowinie 30 tysięcy szczepionek przeciwko COVID-19 w czasie trwającej pandemii. Podczas spotkania Bośnia i Hercegowina oraz Turcja uzgodniły wzajemne uznawanie i wymianę praw jazdy. Podpisano także umowę o współpracy w zakresie projektów infrastrukturalnych i budowlanych, która odnosi się również do budowy autostrady ze stolicy Bośni, Sarajewa, do stolicy Serbii, Belgradu; umowę tę podpisał minister komunikacji i ruchu drogowego Vojin Mitrović.
27 sierpnia 2021 Erdoğan przybył do Sarajewa z wizytą państwową w Bośni i Hercegowinie i spotkał się ze wszystkimi trzema członkami prezydencji, rozmawiając o zwiększeniu współpracy gospodarczej i infrastrukturalnej, a także omawiając budowę autostrady z Sarajewa do Belgradu. W listopadzie 2021 Dodik udał się do Ankary i ponownie spotkał się z Erdoğanem. Ich spotkanie koncentrowało się na kryzysie politycznym w Bośni i Hercegowinie, po narzuconych przez Valentina Inzko zmianach w prawie zakazującym zaprzeczania ludobójstwu w kraju. Na spotkaniu, jak donosił Dodik, prezydent Turcji powiedział, że „groźba użycia siły nie rozwiąże żadnego problemu” i że „spekulanci narzucili historię konfliktu”.

### Prezydent Republiki Serbskiej (2022–2025)
1 lipca 2022 Dodik ogłosił swoją kandydaturę w wyborach prezydenckich Republice Serbskiej, kandydując po raz trzeci na prezydenta. Po opublikowaniu wstępnych wyników wyborów z 2 października 2022 partie opozycyjne złożyły oskarżenia o oszustwa wyborcze bezpośrednio przeciwko Dodikowi, który, jak twierdziły, koordynował fałszowanie wyborów tysiącami nielegalnych głosów, aby zapewnić zwycięstwo Sojuszowi Niezależnych Socjaldemokratów (SNSD), a Jelena Trivić z Partii Postępu Demokratycznego (PDP) była prawdziwym zwycięzcą wyborów prezydenckich w Republice Serbskiej. W wyniku tych oskarżeń Centralna Komisja Wyborcza rozpoczęła ponowne liczenie głosów. 27 października urzędnicy potwierdzili zwycięstwo Dodika. Komisja stwierdziła, że chociaż doszło do nieprawidłowości, żadna z nich nie była na tyle poważna, by mogła wpłynąć na wynik wyborów.
Dodik został zaprzysiężony na prezydenta 15 listopada 2022 w Zgromadzeniu Narodowym Republiki Serbskiej, zastępując Željkę Cvijanovića. 23 listopada Dodik zwrócił się do urzędującego premiera Radovana Viškovicia z SNSD z prośbą o utworzenie nowego rządu Republiki Serbskiej. 21 grudnia 2022 Zgromadzenie Narodowe Republiki Serbskiej potwierdziło powołanie gabinetu Viškovicia.
8 stycznia 2023 Dodik przyznał zaocznie prezydentowi Rosji Władimirowi Putinowi najwyższe odznaczenie – Order Republiki Serbskiej. Rząd brytyjski nałożył sankcje na Dodika w 2022, a Stany Zjednoczone w 2023, w obu przypadkach za podważanie integralności terytorialnej Bośni i Hercegowiny oraz porozumienia pokojowego z Dayton.
W marcu 2023 w Banja Luce doszło do przemocy w trakcie zaplanowanego wydarzenia LGBT, podczas którego kilkudziesięciu mężczyzn zaatakowało kilku aktywistów praw człowieka. Również w marcu sekretarz stanu USA Antony Blinken powiedział, że „ataki Dodika na podstawowe prawa i wolności w Republice Serbskiej pokazują, że podąża on autorytarną ścieżką prezydenta Putina” i że „Departament Stanu nadal opowiada się za demokratyczną i pomyślną przyszłością, na jaką zasługują wszyscy obywatele Bośni i Hercegowiny”.
27 czerwca 2023 Zgromadzenie Narodowe Republiki Serbskiej zagłosowało za zawieszeniem orzeczeń Sądu Konstytucyjnego Bośni i Hercegowiny oraz zaprzestaniem publikowania dekretów i ustaw Wysokiego Przedstawiciela w dzienniku urzędowym. W następstwie tej decyzji Wysoki Przedstawiciel Christian Schmidt unieważnił dwa prawa przyjęte przez Zgromadzenie, powołując się na fakt, że decyzje te „bezpośrednio naruszają porządek konstytucyjny Bośni i Hercegowiny oraz porozumienie pokojowe z Dayton”.
W sierpniu 2023 Prokuratura Bośni i Hercegowiny oskarżyła Dodika o zlekceważenie decyzji Wysokiego Przedstawiciela, grożąc mu karą do pięciu lat więzienia. Wysoko postawieni urzędnicy Serbów bośniackich odrzucili akt oskarżenia przeciwko Dodikowi jako motywowany politycznie, stwierdzając, że nie uznają decyzji „niekonstytucyjnego sądu i prokuratury”. 16 października 2023 Dodik nie zgodził się na odniesienie do zarzutów do aktu oskarżenia na pierwszej rozprawie, później mówiąc reporterom, że nie mógł zrozumieć aktu oskarżenia. 5 lutego 2024 Dodik został oficjalnie postawiony przed sądem.
Dodik potępił atak Hamasu na Izrael z 7 października 2023 i wyraził poparcie dla Izraela w następującej po ataku wojnie. Pałac Republiki w Banja Luce został udekorowany flagą Izraela 8 października 2023.
26 marca 2024 Christian Schmidt wprowadził nowy zestaw zmian w prawie wyborczym Bośni i Hercegowiny, ogłaszając wdrożenie elektronicznego liczenia głosów, elektronicznej identyfikacji i cyfrowych punktów głosowania w ograniczonej liczbie lokalizacji w ramach programu pilotażowego. Dodik zagroził, że Serbowie zablokują pracę rządu narodowego, jeśli prawa wyborcze narzucone przez Schmidta nie zostaną „unieważnione”, a „ambasadorowie Zachodu nie zostaną wydaleni z kraju”.
6 sierpnia 2025 został pozbawiony urzędu, w wyniku wyroku Sądu Państwowego Bośni i Hercegowiny.

## Poglądy

### Opinie na temat Tuzli i Markale

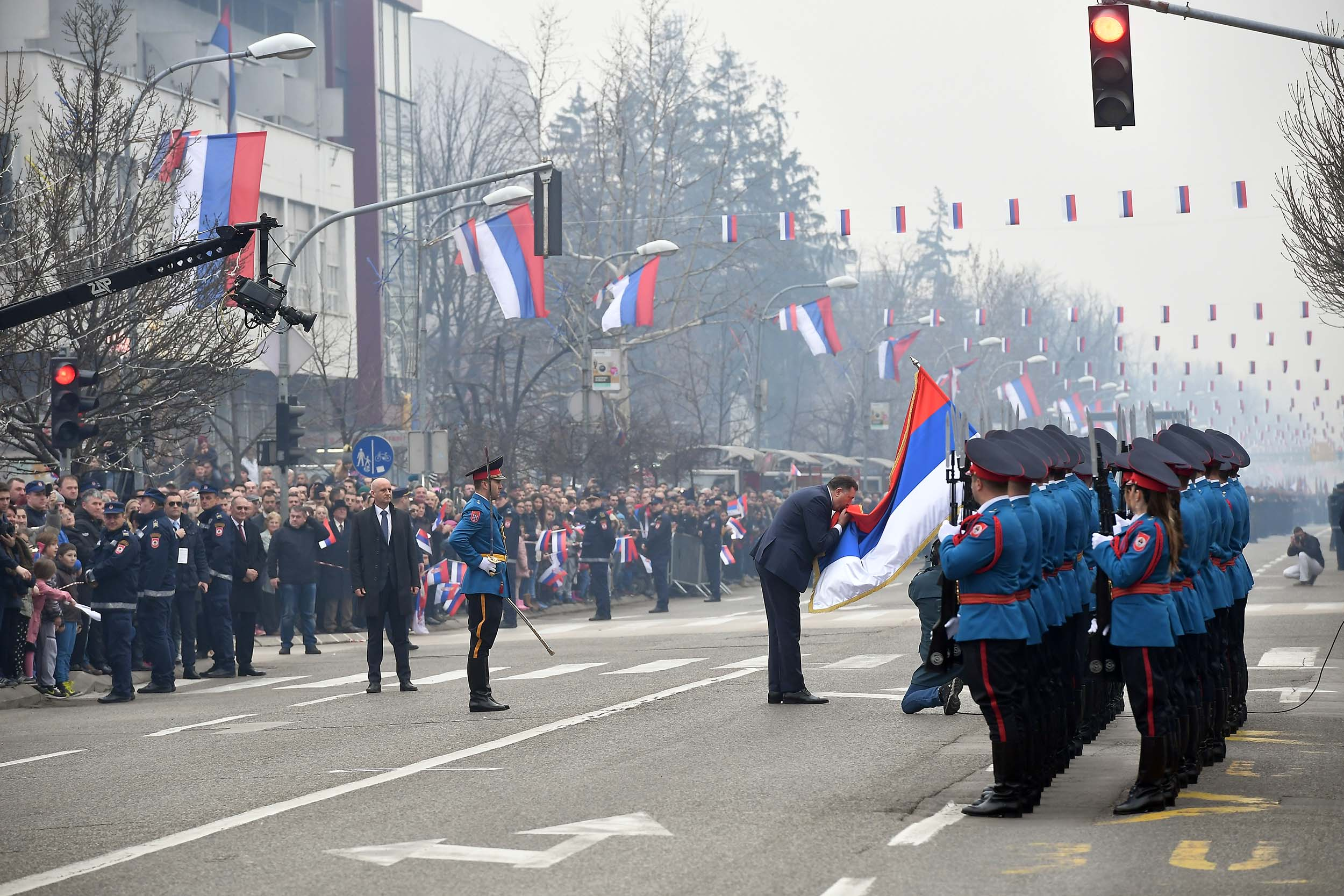
Dodik całuje flagę Republiki Serbskiej przed paradą z okazji Dnia Republiki w Banja Luce, 9 stycznia 2018

W 2009 Dodik stwierdził, że masakra w Tuzli z 25 maja 1995, w której Armia Republiki Serbskiej zabiła 71 cywilów i raniła 240 kolejnych, została zainscenizowana. Zakwestionował także masakry na placu targowym Markale w Sarajewie w 1994 i 1995. Miasto Tuzla wniosło oskarżenie przeciwko Dodikowi w związku z tymi oświadczeniami. Miasto Sarajewo wniosło oskarżenie karne przeciwko Dodikowi za nadużycie władzy i podżeganie do nienawiści etnicznej, rasowej i religijnej.
Biuro Wysokiego Przedstawiciela stwierdziło, że Dodik zaprzeczył popełnionym zbrodniom wojennym i stwierdziło, że „gdy takie przekłamane fakty pochodzą od urzędnika na stanowisku o wysokiej odpowiedzialności, urzędnika, który jest zobowiązany do przestrzegania porozumień pokojowych z Dayton i współpracy z Trybunałem Haskim, to są oni szczególnie nieodpowiedzialni i podważają nie tylko instytucje odpowiedzialne za przestrzeganie praworządności, ale także wiarygodność siebie samych”.

### Negowanie ludobójstwa w Srebrenicy
Dodik opisał masakrę w Srebrenicy jako „sfabrykowany mit”. W wywiadzie dla belgradzkiej gazety „Večernje novosti” w kwietniu 2010 stwierdził, że „nie możemy i nigdy nie zaakceptujemy określenia tego wydarzenia mianem ludobójstwa” i odrzucił raport Republiki Serbskiej z 2004, w którym uznano skalę zabójstw i przeproszono rodziny ofiar, twierdząc, że raport został przyjęty pod presją społeczności międzynarodowej. Nie podając uzasadnienia, twierdził, że liczba ofiar wynosiła 3500, a nie 7000, jak zakłada raport, twierdząc, że 500 wymienionych ofiar żyje, a ponad 250 osób pochowanych w Pomniku Ludobójstwa w Srebrenicy w Donji Potočari zmarło gdzie indziej. W tym samym miesiącu, 10 kwietnia 2010, Dodik zainicjował rewizję raportu z 2004, stwierdzając, że liczba zabitych została przesadzona, a raport został zmanipulowany przez byłego wysłannika pokojowego. Biuro Wysokiego Przedstawiciela odpowiedziało i stwierdziło, że „Rząd Republiki Serbskiej powinien ponownie rozważyć swoje wnioski, dostosować się do faktów i wymogów prawnych oraz działać zgodnie z nimi, zamiast wyrządzać ocalałym cierpienie emocjonalne, odwoływać się do historii tortur i poniżać wizerunek kraju w oczach opinii publicznej”.
12 lipca 2010, w 15. rocznicę masakry w Srebrenicy, Dodik oświadczył, że uznaje zabójstwa, do których doszło na tym terenie, ale nie uważa tego, co wydarzyło się w Srebrenicy, za ludobójstwo, sprzeciwiając się wnioskom Międzynarodowego Trybunału Karnego dla byłej Jugosławii i Międzynarodowego Trybunału Sprawiedliwości, stwierdzając, że „jeśli doszło do ludobójstwa, to zostało ono popełnione na narodzie serbskim z tego regionu, gdzie masowo zabijano kobiety, dzieci i osoby starsze”, odnosząc się do sytuacji we wschodniej Bośni. W grudniu 2010 Dodik potępił Radę ds. Wdrażania Pokoju, międzynarodową społeczność złożoną z 55 krajów, za nazwanie masakry w Srebrenicy ludobójstwem.
Posługiwał się różnymi twierdzeniami, wysuwanymi przez innych negacjonistów i zwolenników teorii spiskowych, na przykład tym, że Srebrenica była w rzeczywistości zemstą za atak w Kravicy w 1993, w którym w Boże Narodzenie zginęło ponad 40 Serbów i inne zbrodnie bośniackich muzułmanów przeciwko Serbom, potwierdzone lub domniemane.
W 2017 Dodik wprowadził ustawodawstwo, skutecznie zakazujące nauczania o ludobójstwie w Srebrenicy i oblężeniu Sarajewa w szkołach Republiki Serbskiej, stwierdzając, że „nie można tutaj używać podręczników… które mówią, że Serbowie dopuścili się ludobójstwa i utrzymywali Sarajewo w oblężeniu. To nieprawda i nie będzie to tutaj nauczane”.
14 sierpnia 2018, ponownie z inicjatywy Dodika po jego poprzedniej próbie w 2010, Zgromadzenie Narodowe Republiki Serbskiej odrzuciło raport z 2004 i podjęło decyzję o powołaniu nowej komisji w celu poprawienia raportu dotyczącego wydarzeń w Srebrenicy i okolicach miasta w lipcu 1995. Ten ruch został natychmiast skrytykowany przez społeczność międzynarodową.
Humanitarian Law Center w swoim raporcie podpisanym przez 31 prominentnych sygnatariuszy opisało ten nowy rozwój wydarzeń jako „kulminację ponad dekady zaprzeczania ludobójstwu i historycznego rewizjonizmu rządu SNSD w Republice Serbskiej”. Departament Stanu USA wydał komunikat, w którym skrytykował ten ruch, opisując go jako „próby odrzucenia lub zmiany raportu w sprawie Srebrenicy, które są częścią szerszych wysiłków na rzecz rewizji faktów z minionej wojny, zaprzeczania historii i upolitycznienia tragedii”.

### Radovan Karadžić i Ratko Mladić
W marcu 2016 przy poparciu Dodika akademik w Pale został nazwany na cześć serbskiego przywódcy z czasów wojny Radovana Karadžicia. Wydarzenie to miało miejsce zaledwie kilka dni przed skazaniem Karadžicia za zbrodnie wojenne przez Międzynarodowy Trybunał Karny dla byłej Jugosławii.
W grudniu 2020 tablica upamiętniająca Karadžicia musiała zostać usunięta po tym, jak Wysoki Przedstawiciel Inzko, z pomocą córki Karadžicia i wiceprzewodniczącej Zgromadzenia Narodowego Republiki Serbskiej, Sonji Karadžić-Jovičević, publicznie wezwał do jej usunięcia.
W lutym 2024 Dodik oświadczył: „Nie wolno wam zapomnieć o Radovanie Karadžiciu ani Ratko Mladiću. To ludzie, którzy w trudnym momencie stanęli na czele tego narodu… i jesteśmy gotowi zrezygnować z naszej historycznej wielkości tylko dlatego, że ktoś powiedział, że popełnili przestępstwo”. Prezydent Republiki Serbskiej stwierdził także, że podczas procesu w Hadze nie udowodniono Karadžićowi popełnienia ani jednego przestępstwa i że został uznany za winnego, „ponieważ stanął w obronie wolności”. Działania trybunału nazwał „czystym oszustwem historycznym”. Dodał, że jego pragnieniem jest urzeczywistnienie „wielkiej Rosji”. Rok wcześniej odznaczył rosyjskiego prezydenta Władimira Putina Orderem Republiki Serbskiej.

### Stosunek do układu z Dayton
Milorad Dodik od lat podejmuje działania, które długofalowo osłabiają postanowienia układu z Dayton, w tym sprzyjają serbskiemu separatyzmowi oraz przekształceniu Bośni i Hercegowiny w luźną konfederację. Wskazuje się także, że wieloletni udział Dodika i jego partii we władzach doprowadził do podporządkowania instytucji Republiki Serbskiej interesom grupy wpływu powiązanej z tym politykiem. Jego silnej pozycji na scenie politycznej sprzyjać ma także kontrola nad mediami i wpływy w wymiarze sprawiedliwości. Do działań podejmowanych przez Dodika i jego partię w celu zmiany status quo w praktyce funkcjonowania Bośni i Hercegowiny zalicza się m.in. stosowanie groźby secesji, blokowanie reform ograniczających autonomię części składowych BiH oraz podpisywanie umów międzynarodowych przez władze Republiki Serbskiej w sprawach, w których kompetencje przypisane są władzom centralnym. Polityka Dodika osłabiająca instytucje Bośni i Hercegowiny cieszy się poparciem Federacji Rosyjskiej. Ponadto Dodik zdystansował się od stanowisk potępiających rosyjską inwazję na Ukrainę i opowiedział się przeciwko zachodnim sankcjom. Wskazuje się, że polityka ta współgra z rosyjskimi działaniami mającymi na celu destabilizację Bośni i Hercegowiny oraz wpływanie na sytuację na Bałkanach Zachodnich. Działania podejmowane przez Dodika i jego partię przeciwko postanowieniom układu z Dayton wywołały m.in. amerykańskie sankcje wprowadzone na niego i powiązane z nim media. W styczniu 2022 wyraził przekonanie, że wraz z końcem kadencji prezydenta Stanów Zjednoczonych Joe Bidena serbska część Bośni i Hercegowiny powinna wejść w skład Republiki Serbii.

## Życie prywatne
Milorad jest żonaty ze Snježaną Dodik, z którą ma dwójkę dzieci. Jego bratankiem jest bośniacki Serb, biznesmen i przewodniczący narodowego związku piłki nożnej Vico Zeljković.
W grudniu 2024 przeszedł operację w Belgradzie w celu rozwiązania problemów zdrowotnych z przełykiem i żołądkiem.

## Odznaczenia
- Order Nemanjicia[160]
- Order Republiki Serbskiej[161]
- Order Przyjaźni (Rosja, 2011)[162]
- Order Republiki Serbii I stopnia (Serbia, 2021)[163]

- Order Aleksandra Newskiego (Rosja, 2023)[164]
- Order Świętego Symeona Wydzielającego Mirrę (Serbski Kościół Prawosławny, 2019)[165]
- Order Świętego Sawy I klasy (Serbski Kościół Prawosławny)[161][166]